# Melete (mitologia)
Nella mitologia greca, Melete m ɛ l ᵻ t i/(Μελέτη) era una delle tre originali muse (beote) prima delle nove Muse dell'Olimpo. Era figlia di Mnemosine e Zeus e una delle tre muse designate dagli antichi Greci. Le sue sorelle erano Aoide e Mneme. Era la musa del pensiero e della meditazione. Melete significa letteralmente "meditare" e "contemplazione" in greco.
Secondo Pausania nel tardo II secolo, c'erano tre Muse originali: Aoidē ("canto" o "voce"), Meletē ("pratica" o "occasione") e Mnēmē ("memoria"). Insieme, queste tre formavano il quadro completo dei presupposti dell'arte poetica nella pratica del culto. A Delfi si adoravano anche tre Muse, ma con altri nomi: Nētē, Mesē e Hypatē, che sono i nomi dei tre accordi dell'antico strumento musicale, la lira. In alternativa erano chiamate Cēphisso, Apollonis e Borysthenis, i cui nomi le caratterizzano come figlie di Apollo. Nella tradizione successiva furono riconosciute quattro Muse: Thelxinoē, Aoedē, Archē e Meletē, che si dice fossero figlie di Zeus e Plusia (o di Urano).